# Кирхнер, Иоганн Готтлиб
Иоганн Готтлиб Кирхнер (нем. Johann Gottlieb Kirchner; 1706, Мерзебург, Саксония-Анхальт — 1768, Дрезден) — немецкий скульптор и мастер-модельер по фарфору эпохи саксонского барокко в Дрездене при курфюрсте Августе II Сильном.
Иоганн Готтлиб был младшим братом Иоганна Кристиана Кирхнера (? — 1732), впоследствии известного скульптора, с которым он впервые приехал в Дрезден. Был помощником архитектора и скульптора Бальтазара Пермозера на работах в Цвингере. Затем он отправился в Майсен и работал там с 1727 по 1737 скульптором-модельером (Modellmeister) на Майсенской фарфоровой мануфактуре.
В 1730 году курфюрст Август II пожелал выставить в своём Японском дворце в Дрездене фигуры животных из белого фарфора в натуральную величину. Замысел не был осуществлён, но часть фигур птиц, созданных мастером в период 1738—1740 годов при участии И. И. Кендлера, ныне экспонируется в Музее фарфора в Цвингере.
- Настольное украшение (сюрту-де-табль). Ок. 1728
- Попугай. 1733
- Болонка. Ок. 1733
- Фигура льва для «Японского дворца». 1732—1735
- Бюст придворного шута Йозефа Фрёлиха. 1730
- Настольный фонтан. 1727—1732